# Leonardo González
Pour les articles homonymes, voir Gonzalez.
Leonardo González Arce, né le 21 novembre 1980 à San José (Costa Rica), est un footballeur costaricien. Il joue au poste de défenseur avec l'équipe du Costa Rica et le club de Seattle Sounders FC.

## Carrière

### En club
- 2000-2008 : Deportivo Saprissa -  Costa Rica
- 2009 : AD Municipal Liberia -  Costa Rica
- 2009- : Seattle Sounders FC -  États-Unis

### En équipe nationale
Il a participé à la Gold Cup CONCACAF en 2003 et à la Copa América en 2004.
Gonzalez participe à la coupe du monde 2006 avec l'équipe du Costa Rica.

## Palmarès
- 61 sélections en équipe nationale (1 but)
- Champion UNCAF en 2005